# Baeckea
Baeckea ist eine Pflanzengattung in der Familie der Myrtengewächse (Myrtaceae). Fast alle der 27 Arten kommen nur in Australien vor.

## Beschreibung

### Erscheinungsbild und Blätter
Baeckea-Arten wachsen als trockenheitsangepasste, immergrüne Sträucher, die Wuchshöhen von 10 Zentimeter bis 2,5 Meter erreichen. Sie enthalten ätherische Öle.
Die gegenständig an den Zweigen angeordneten Laubblätter sind sitzend oder kurz gestielt. Die Blattspreiten sind bei manchen Arten ledrig. Es sind keine Nebenblätter vorhanden.

### Blütenstände und Blüten
Die Blüten stehen einzeln in den Blattachseln oder zu einigen in zymösen Blütenständen. Die zwei kleinen Deckblätter fallen früh ab. Es können Blütenstiele vorhanden sein.
Die relativ kleinen Blüten sind zwittrig und fünfzählig mit doppelter Blütenhülle. Die fünf Kelchblätter sind glockenförmig oder halbkugelig untereinander und auch meist mit dem Fruchtknoten verwachsen. Die fünf Kelchlappen sind häutig und haltbar. Die fünf freien Kronblätter sind fast kreisförmig. Es sind ein, zwei oder vier Kreise mit je fünf Staubblättern vorhanden, die mit ihren kurzen Staubfäden die Blütenkrone nicht überragen. Zwei oder drei Fruchtblätter sind zu einem meist unterständigen, manchmal halbunterständigen oder selten oberständigen, zwei- oder dreikammerigen Fruchtknoten verwachsen. Je Fruchtknotenkammer sind einige Samenanlagen vorhanden. Der kurze Griffel endet in einer etwa ausgeweiteten Narbe.
Die Bestäubung erfolgt durch Insekten (Entomophilie) oder durch Vögel (Ornithophilie).

### Früchte und Samen
Die Kapselfrüchte springen in zwei oder drei Segmente auf und enthalten nur einen bis drei, selten mehr Samen. Die nierenförmigen und kantigen Samen enthalten einen geraden Embryo mit zwei kleinen Keimblättern (Kotyledonen), aber kein Endosperm.

## Vorkommen
Das Verbreitungsareal der Gattung liegt im Wesentlichen in Australien, nur Baeckea frutescens strahlt über Südostasien bis nach (China) aus. Einige Arten sind Lokalendemiten, so etwa Baeckea kandos, die nur vom Kandos-Stauwehr in New South Wales bekannt ist.Baeckea-Arten wachsen in Heidegebüschen, mitunter auf Sandstein.

## Systematik
Die Gattung Baeckea wurde 1753 durch Carl von Linné in Species Plantarum, 2, S. 358 aufgestellt. Linné benannte die Gattung Baeckea nach seinem Freund Abraham Bäck (1713–1795), einem schwedischen Arzt und Naturforscher. Typusart ist Baeckea frutescens L.
Die Gattung Baeckea gehört zur Tribus Chamelaucieae in der Unterfamilie Myrtoideae in der Familie der Myrtaceae.

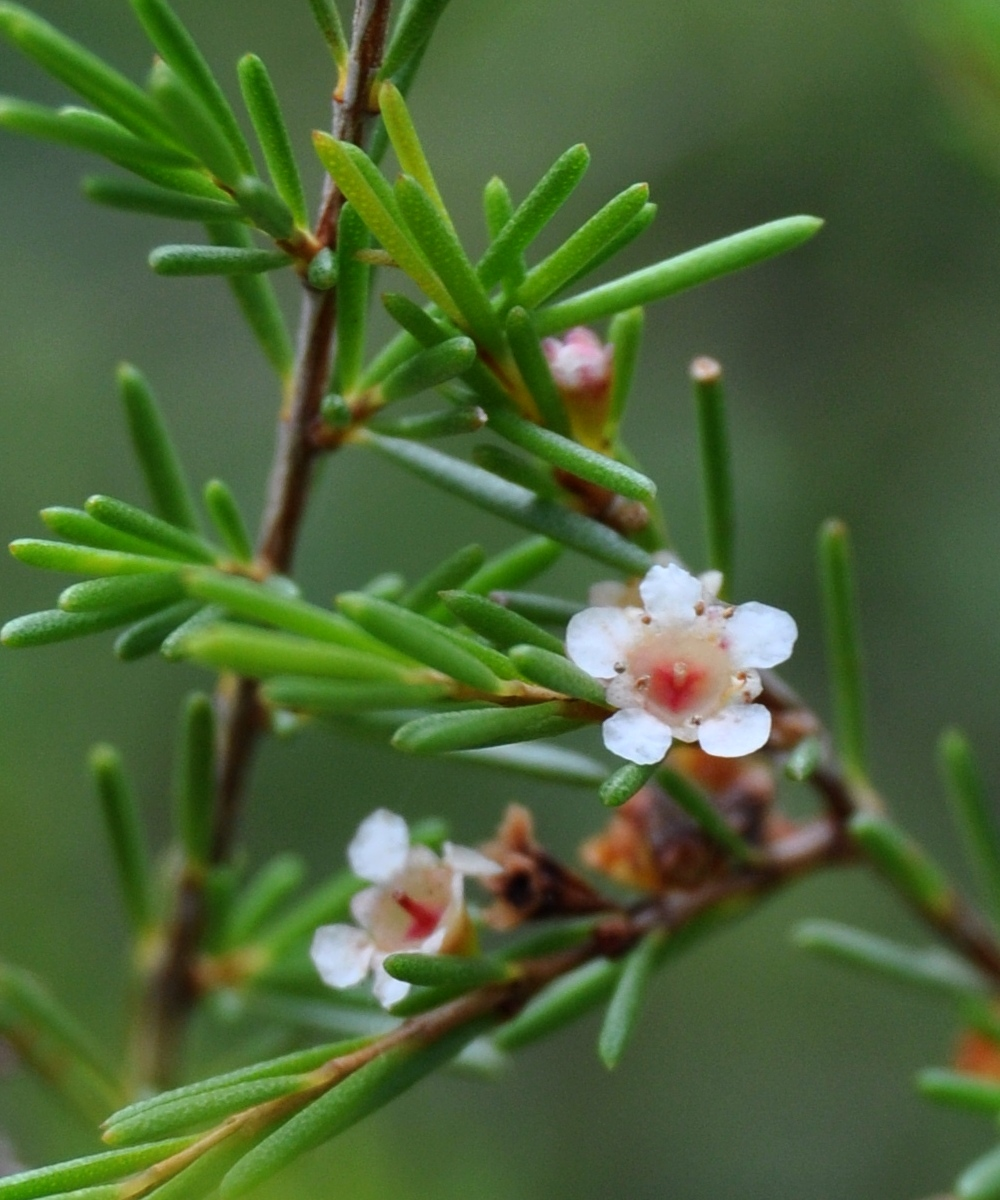
Baeckea frutescens

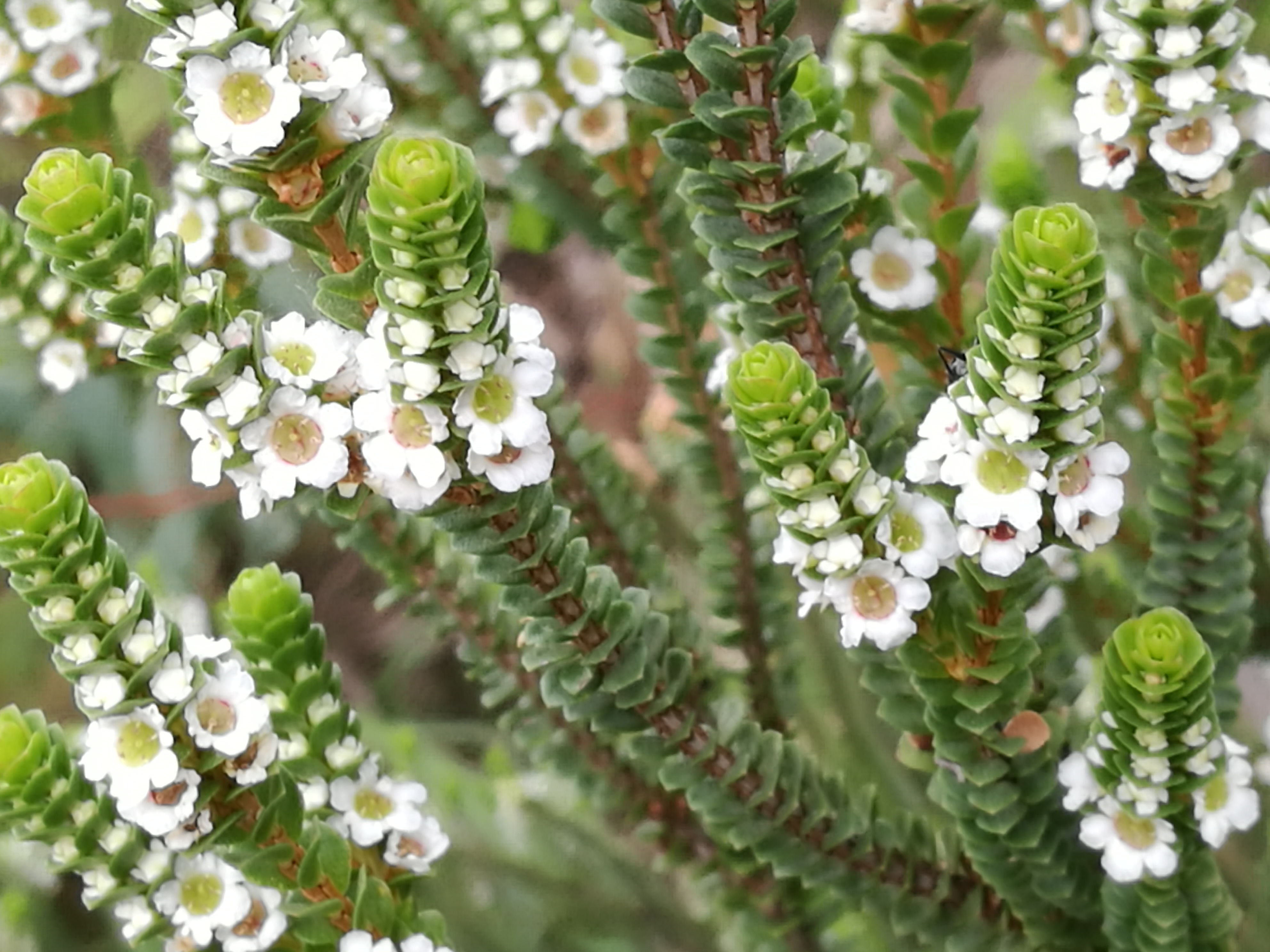
Baeckea imbricata

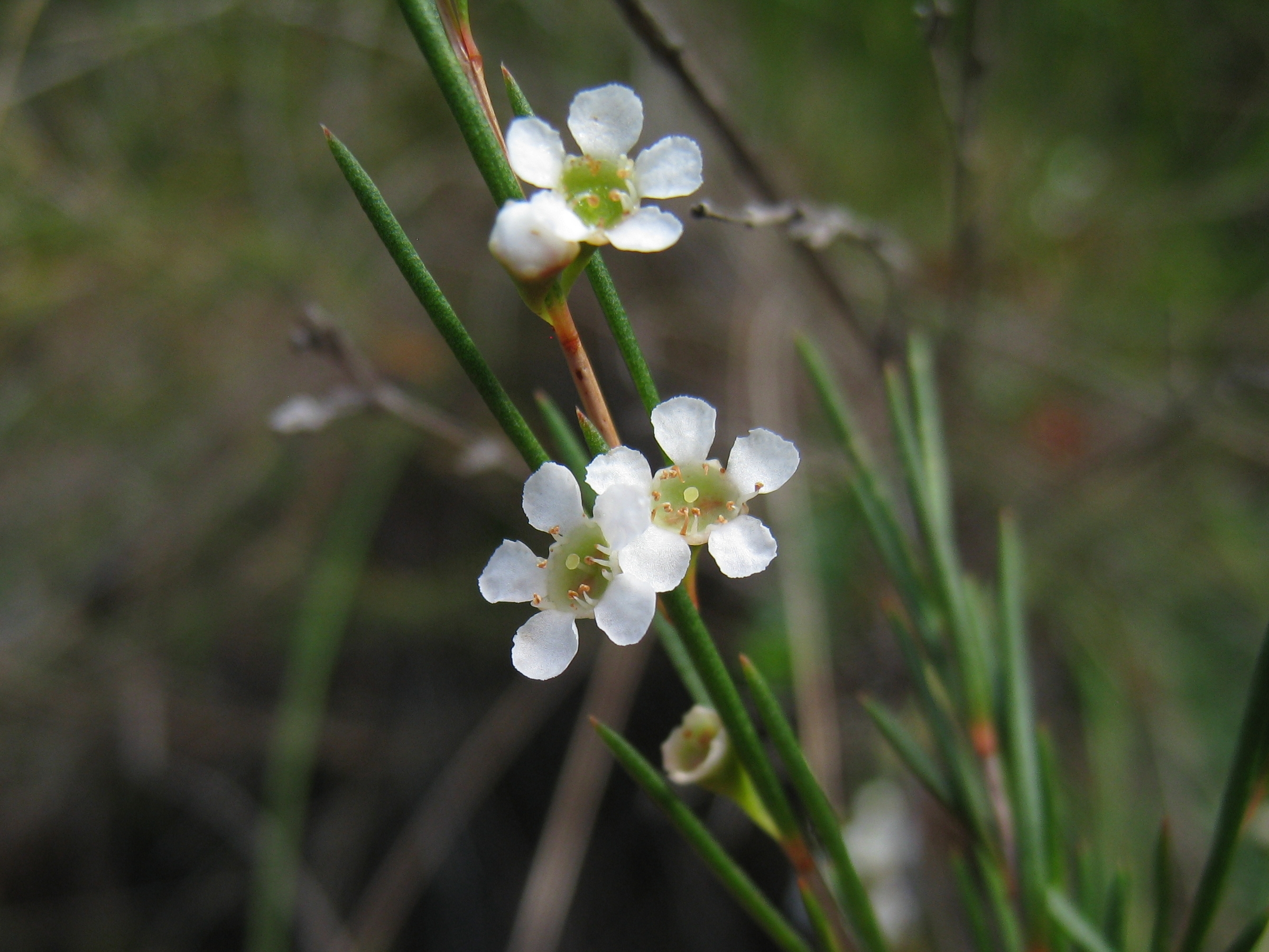
Baeckea linifolia

Es gibt 27 Baeckea-Arten; hier mit Angaben zur Verbreitung:
- Baeckea brevifolia (Rudge) DC.: Südöstliches New South Wales.[6]
- Baeckea diosmifolia Rudge: Südöstliches Queensland bis New South Wales.[6]
- Baeckea elderiana Pritz. (Syn.: Baeckea baileyana C.A.Gardner): Western Australia.[6]
- Baeckea exserta S.Moore: Western Australia.[6]
- Baeckea frutescens L.: Südöstliches China bis östliches Australien.[6]
- Baeckea grandibracteata Pritz.: Südwestliches Western Australia.[6]
- Baeckea grandiflora Benth. (Großblütige Baeckea): Western Australia.[6]
- Baeckea grandis Pritz.: Western Australia.[6]
- Baeckea gunniana Schauer ex Walp.: New South Wales bis Tasmanien.[6]
- Baeckea imbricata (Gaertn.) Druce: Queensland bis New South Wales.[6]
- Baeckea kandos A.R.Bean: New South Wales.[6]
- Baeckea latens C.R.P.Andrews: Südwestliches Western Australia.[6]
- Baeckea latifolia (Benth.) A.R.Bean: New South Wales bis östliches Victoria.[6]
- Baeckea leptocaulis Hook. f.: Westliches und südwestliches Tasmanien.[6]
- Baeckea leptophylla (Turcz.) Domin: Western Australia.[6]
- Baeckea linifolia Rudge: Queensland bis Victoria.[6]
- Baeckea muricata C.A.Gardner: Western Australia.[6]
- Baeckea omissa A.R.Bean: Südöstliches Queensland bis nordöstliches New South Wales.[6]
- Baeckea pachyphylla Benth.: Südwestliches Western Australia.[6]
- Baeckea pentagonantha F.Muell.: Western Australia.[6]
- Baeckea pygmaea R.Br. ex Benth.: Südwestliches Western Australia.[6]
- Baeckea robusta F.Muell.: Western Australia.[6]
- Baeckea staminosa Pritz.: Western Australia.[6]
- Baeckea subcuneata F.Muell.: Western Australia.[6]
- Baeckea trapeza A.R.Bean: Östliches Queensland.[6]
- Baeckea uncinella Benth.: Südwestliches Western Australia.[6]
- Baeckea utilis F.Muell. ex Miq.: New South Wales und Victoria.[6]

## Verwendung
Einige Baeckea-Arten werden wegen ihres Gehaltes an ätherischen Ölen als Tee-Lieferanten genutzt.